# Kanonický věk
Kanonický věk je věková hranice předepsaná kanonickým právem v západním křesťanství k přijetí určitého stupně svěcení, nabytí určitých práv nebo převzetí určitých závazků. V některých případech je možné udělit dispens.
Ve východním křesťanství jsou aplikovány obdobné věkové hranice pro nabytí úřadu, avšak zde neplatí věková hranice pro jeho povinné zřeknutí. 

## Minimální věk pro určité stupně svěcení
- dočasný jáhen – 23 let
- trvalý jáhen, je-li svobodný – 25 let
- kněz – 25 let
- trvalý jáhen, je-li ženatý – 35 let
- biskup – 35 let

## Kanonický věk pro zřeknutí se úřadu
Jestliže biskup dosáhne věku 75 let, musí se zřeknout svého úřadu; papež buď rezignaci přijme, nebo její přijetí odloží na později.